# Coppa della Federazione calcistica della Giordania
La Coppa della Federazione calcistica della Giordania, ufficialmente Scudo della Federazione calcistica della Giordania (in arabo درع الاتحاد الأردني‎?, in inglese Jordan FA Shield), è una competizione calcistica giordana che si tiene con cadenza annuale. È organizzata dal 1981 dalla Federazione calcistica della Giordania.
La squadra più titolata nella competizione è l'Al-Wehdat di Amman, con 10 vittorie.
In genere si disputa prima dell'inizio del campionato giordano di calcio.

## Albo d'oro
| Coppa della Federazione calcistica della Giordania | Coppa della Federazione calcistica della Giordania | Coppa della Federazione calcistica della Giordania | Coppa della Federazione calcistica della Giordania |
| Anno                                               | Vincitore                                          | Risultato                                          | Finalista                                          |
| -------------------------------------------------- | -------------------------------------------------- | -------------------------------------------------- | -------------------------------------------------- |
| 1981                                               | Al-Jazira                                          | 1-1 (dts, 8-7 dtr)                                 | Al-Wehdat                                          |
| 1982                                               | Al-Wehdat                                          | 1-1 (dts, 5-3 dtr)                                 | Amman                                              |
| 1983                                               | Al-Wehdat                                          | 2-1                                                | Al-Ramtha                                          |
| 1984                                               | Amman                                              | 3-1                                                | Al-Hussein                                         |
| 1985                                               | Amman                                              | 1-1 (dts, 4-1 dtr)                                 | Al-Faisaly                                         |
| 1986                                               | Al-Jazira                                          | 1-1 (dts, 5-4 dtr)                                 | Al-Faisaly                                         |
| 1987                                               | Al-Faisaly                                         | 2-0                                                | Al-Wehdat                                          |
| 1988                                               | Al-Wehdat                                          | 2-0                                                | Al-Hussein                                         |
| 1989                                               | Al-Ramtha                                          | 2-2 (dts, 5-4 dtr)                                 | Al-Wehdat                                          |
| 1990                                               | Al-Ramtha                                          | 2-1                                                | Al-Hussein                                         |
| 1991                                               | Al-Faisaly                                         | 1-0                                                | Al-Wehdat                                          |
| 1992                                               | Al-Faisaly                                         | 2-0                                                | Al-Hussein                                         |
| 1993                                               | Al-Ramtha                                          | 0-0 (dts, 3-2 dtr)                                 | Al-Qadisiyah                                       |
| 1994                                               | Al-Hussein                                         | 2-1                                                | Al-Faisaly                                         |
| 1995                                               | Al-Wehdat                                          | 2-0                                                | Al-Jalil                                           |
| 1996                                               | Al-Ramtha                                          | 2-0                                                | Al-Hussein                                         |
| 1997                                               | Al-Faisaly                                         | 3-2 (gg)                                           | Al-Wehdat                                          |
| 1998                                               | Kufrsoum                                           | 1-0                                                | Al-Hussein                                         |
| 1999                                               | non disputata                                      | non disputata                                      | non disputata                                      |
| 2000                                               | Al-Faisaly                                         | 4-0                                                | Shabab Al-Hussein                                  |
| 2001                                               | Al-Ramtha                                          | 2-1                                                | Al-Baqa'a                                          |
| 2002                                               | Al-Wehdat                                          | 2-1                                                | Al-Faisaly                                         |
| 2003                                               | Al-Hussein                                         | 2-1                                                | Shabab Al-Hussein                                  |
| 2004                                               | Al-Wehdat                                          | 3-2                                                | Al-Hussein                                         |
| 2005                                               | Al-Hussein                                         | 3-1                                                | Al-Faisaly                                         |
| 2006                                               | Al-Yarmouk                                         | 1-0                                                | Al-Wehdat                                          |
| 2007                                               | Shabab Al-Ordon                                    | 0-0 (dts, 4-3 dtr)                                 | Al-Jazira                                          |
| 2008                                               | Al-Wehdat                                          | 0-0 (dts, 5-4 dtr)                                 | Al-Baqa'a                                          |
| 2009                                               | Al-Faisaly                                         | 4-0                                                | Al-Arabi                                           |
| 2010                                               | Al-Wehdat                                          | 2-0                                                | Al-Jazira                                          |
| 2011                                               | Al-Faisaly                                         | 1-0                                                | Shabab Al-Ordon                                    |
| 2012                                               | non disputata                                      | non disputata                                      | non disputata                                      |
| 2013                                               | non disputata                                      | non disputata                                      | non disputata                                      |
| 2014                                               | non disputata                                      | non disputata                                      | non disputata                                      |
| 2015                                               | non disputata                                      | non disputata                                      | non disputata                                      |
| 2016                                               | Shabab Al-Ordon                                    | 5-1                                                | Al-Faisaly                                         |
| 2017                                               | Al-Wehdat                                          | 2-0                                                | Al-Jazira                                          |
| 2018                                               | non disputata                                      | non disputata                                      | non disputata                                      |
| 2019                                               | non disputata                                      | non disputata                                      | non disputata                                      |
| 2020                                               | Al-Wehdat                                          | 2-1                                                | Al-Ramtha                                          |
| 2021                                               | Al-Jalil                                           | 1-1 (6-5)dtr                                       | Al-Wehdat                                          |
| 2022                                               | Al-Faisaly                                         | 1-0                                                | Al-Ramtha                                          |
| 2023                                               | Al-Faisaly                                         | Sistema di lega di 12 squadre da una fase          | Al-Wehdat                                          |
| 2024                                               | Al-Salt                                            | 1-1 (4-3)dtr                                       | Al-Wehdat                                          |

## Vittorie per squadra
| Squadra           | Vittorie | Finali perse | Anni vittorie                                              |
| ----------------- | -------- | ------------ | ---------------------------------------------------------- |
| Al-Wehdat         | 10       | 9            | 1982, 1983, 1988, 1995, 2002, 2004, 2008, 2010, 2017, 2020 |
| Al-Faisaly        | 9        | 6            | 1987, 1991, 1992, 1997, 2000, 2009, 2011, 2022, 2023       |
| Al-Ramtha         | 5        | 3            | 1989, 1990, 1993, 1996, 2001                               |
| Al-Hussein        | 3        | 7            | 1994, 2003, 2005                                           |
| Al-Jazira         | 2        | 3            | 1981, 1986                                                 |
| Shabab Al-Ordon   | 2        | 2            | 2007, 2016                                                 |
| Amman             | 2        | 1            | 1984, 1985                                                 |
| Al-Jalil          | 1        | 1            | 2021                                                       |
| Al-Salt           | 1        | -            | 2024                                                       |
| Al-Yarmouk        | 1        | 0            | 2006                                                       |
| Kufrsoum          | 1        | 0            | 1998                                                       |
| Al-Baqa'a         | 0        | 2            | -                                                          |
| Shabab Al-Hussein | 0        | 2            | -                                                          |
| Al-Arabi          | 0        | 1            | -                                                          |